# Uniwersytet Helsiński
Uniwersytet Helsiński (fiń. Helsingin yliopisto, szw. Helsingfors Universitet) – największy uniwersytet w Finlandii (32 tys. studentów i 7,6 tys. pracowników). Wykłady odbywają się w językach fińskim i szwedzkim. Kobiety stanowią ok. 63% studentów.
Uczelnia została założona 26 marca 1640 w Turku, jako Akademia Królewska pod patronatem władz Szwecji. Składała się z czterech wydziałów: filozofii, prawa, teologii i medycyny. Studenci rozpoczynali naukę na Wydziale Filozofii, a następnie mogli ją kontynuować w jednej z pozostałych jednostek. Wykładowcami w tym okresie byli m.in. Henrik Gabriel Porthan, teolog Johannes Gezelius, chemik Johan Gadolin i lekarz Elias Tillandz.
Po powstaniu Wielkiego Księstwa Finlandii, w 1828 roku uczelnia została przeniesiona z Turku do Helsinek i, jako Imperialny Uniwersytet Aleksandra, stała się częścią systemu edukacyjnego Imperium Rosyjskiego. Równocześnie stała się centrum tworzących się fińskich ruchów niepodległościowych, rozwijanych m.in. przez Johana Wilhelma Snellmana, Johana Runeberga, Zachariasa Topeliusa, czy Eliasa Lönnrota.
W 1917 roku, po uzyskaniu niepodległości przez Finlandię, uczelnia przyjęła obecną nazwę. O jej wysokim poziomie naukowym świadczy fakt, że jednym z pierwszych laureatów Medalu Fieldsa był Lars Ahlfors. Na uczelni pracowało dwóch noblistów: w 1945 roku biochemik Artturi Virtanen otrzymał nagrodę Nobla w dziedzinie chemii, a w 1967 neurofizjolog Ragnar Granit został laureatem nagrody Nobla w dziedzinie fizjologii lub medycyny.

## Struktura organizacyjna
- Wydział Rolnictwa i Leśnictwa
- Wydział Humanistyczny
- Wydział Pedagogiczny
- Wydział Nauk Biologicznych i Środowiskowych
- Wydział Prawa
- Wydział Medycyny
- Wydział Farmacji
- Wydział Nauk Ścisłych
- Wydział Nauk Społecznych
- Wydział Teologii
- Wydział Weterynarii